# 黃偉 (弘治進士)
黄伟（1466年—？），字师大，四川潼川州遂寧縣人，軍籍，明朝政治人物。

## 生平
四川鄉試第十九名舉人。弘治十二年（1499年）中式己未科會試第八十一名，二甲第三十五名進士。歷官刑部员外郎，正德二年（1507年）五月升山西按察司佥事，五年四月升本司右参议，丁憂，服闋，九年七月复除广西，十二年正月升云南副使。

## 家族
曾祖黄仲成。祖黄允洪，遇例冠带。父黄孟坚。母王氏。重庆下。